# Sambenedettese Calcio 1989-1990
Questa pagina raccoglie le informazioni riguardanti la Sambenedettese Calcio nelle competizioni ufficiali della stagione 1989-1990.

## Rosa
| N. |                   | Ruolo | Calciatore            |
| -- | ----------------- | ----- | --------------------- |
|    | Italia (bandiera) | D     | Saverio Albi          |
|    | Italia (bandiera) | A     | Andrea Bagnoli        |
|    | Italia (bandiera) | A     | Maurizio Becchini     |
|    | Italia (bandiera) | D     | Marco Bignone         |
|    | Italia (bandiera) | C     | Vittorio Cessario     |
|    | Italia (bandiera) | D     | Gianluca Carotti      |
|    | Italia (bandiera) | C     | Alfredo Costantino    |
|    | Italia (bandiera) | C     | Stefano Dalla Costa   |
|    | Italia (bandiera) | D     | Gian Paolo De Matteis |
|    | Italia (bandiera) | C     | Massimo Esposito      |
|    | Italia (bandiera) | A     | Massimiliano Fanesi   |
|    | Italia (bandiera) | C     | Nicola Fiscaletti     |
|    | Italia (bandiera) | P     | Giambattista Ghezzi   |
|    | Italia (bandiera) | D     | Giuliano Giorgi       |
|    | Italia (bandiera) | C     | Massimo Gregori       |
|    | Italia (bandiera) | P     | Fabrizio Grilli       |

| N. |                   | Ruolo | Calciatore           |
| -- | ----------------- | ----- | -------------------- |
|    | Italia (bandiera) | C     | Antonio Marrazzo     |
|    | Italia (bandiera) | D     | Lucio Nobile         |
|    | Italia (bandiera) | D     | Leonardo Paciscopi   |
|    | Italia (bandiera) | C     | Ottavio Palladini    |
|    | Italia (bandiera) | D     | Gianfranco Parlato   |
|    | Italia (bandiera) |       | Giordano Perini      |
|    | Italia (bandiera) | A     | Egidio Pirozzi       |
|    | Italia (bandiera) | D     | Giorgio Ripani       |
|    | Italia (bandiera) | C     | Fabio Saggiomo       |
|    | Italia (bandiera) | C     | Italo Schiavi        |
|    | Italia (bandiera) | A     | Samuele Sopranzi     |
|    | Italia (bandiera) | A     | Cristiano Troli      |
|    | Italia (bandiera) | C     | Claudio Vagheggi     |
|    | Italia (bandiera) | C     | Sebastiano Vecchiola |
|    | Italia (bandiera) | P     | Stefano Visi         |

## Risultati

### Campionato

#### Girone di andata
| 17 settembre 1989 1ª giornata | Salernitana | 2 – 0 | Sambenedettese |  |

| 24 settembre 1989 2ª giornata | Sambenedettese | 0 – 2 | Ternana |  |

| 1º ottobre 1989 3ª giornata | Casertana | 1 – 0 | Sambenedettese |  |

| 8 ottobre 1989 4ª giornata | Sambenedettese | 1 – 0 | Monopoli |  |

| 15 ottobre 1989 5ª giornata | Giarre | 2 – 0 | Sambenedettese |  |

| 22 ottobre 1989 6ª giornata | Sambenedettese | 0 – 3 | Taranto |  |

| 29 ottobre 1989 7ª giornata | Siracusa | 2 – 1 | Sambenedettese |  |

| 5 novembre 1989 8ª giornata | Sambenedettese | 0 – 0 | Catania |  |

| 12 novembre 1989 9ª giornata | Fidelis Andria | 0 – 0 | Sambenedettese |  |

| 19 novembre 1989 10ª giornata | Sambenedettese | 0 – 0 | Francavilla |  |

| 26 novembre 1989 11ª giornata | Brindisi | 1 – 0 | Sambenedettese |  |

| 19 dicembre 1989 12ª giornata | Sambenedettese | 0 – 1 | Palermo |  |

| 10 dicembre 1989 13ª giornata | Campania Puteolana | 0 – 0 | Sambenedettese |  |

| 17 dicembre 1989 14ª giornata | Sambenedettese | 0 – 0 | Torres |  |

| 30 dicembre 1989 15ª giornata | Ischia Isolaverde | 0 – 0 | Sambenedettese |  |

| 7 gennaio 1990 16ª giornata | Sambenedettese | 0 – 2 | Casarano |  |

| 14 gennaio 1990 17ª giornata | Perugia | 1 – 2 | Sambenedettese |  |

#### Girone di ritorno
| 28 gennaio 1990 18ª giornata | Sambenedettese | 0 – 0 | Salernitana |  |

| 4 febbraio 1990 19ª giornata | Ternana | 1 – 0 | Sambenedettese |  |

| 11 febbraio 1990 20ª giornata | Sambenedettese | 0 – 1 | Casertana |  |

| 18 febbraio 1990 21ª giornata | Monopoli | 3 – 0 | Sambenedettese |  |

| 4 marzo 1990 22ª giornata | Sambenedettese | 1 – 1 | Giarre |  |

| 11 marzo 1990 23ª giornata | Taranto | 1 – 0 | Sambenedettese |  |

| 18 marzo 1990 24ª giornata | Sambenedettese | 2 – 0 | Siracusa |  |

| 25 marzo 1990 25ª giornata | Catania | 2 – 0 | Sambenedettese |  |

| 1º aprile 1990 26ª giornata | Sambenedettese | 1 – 1 | Fidelis Andria |  |

| 8 aprile 1990 27ª giornata | Francavilla | 2 – 0 | Sambenedettese |  |

| 14 aprile 1990 28ª giornata | Sambenedettese | 2 – 1 | Brindisi |  |

| 29 aprile 1990 29ª giornata | Palermo | 3 – 2 | Sambenedettese |  |

| 6 maggio 1990 30ª giornata | Sambenedettese | 1 – 0 | Campania Puteolana |  |

| 13 maggio 1990 31ª giornata | Torres | 1 – 0 | Sambenedettese |  |

| 20 maggio 1990 32ª giornata | Sambenedettese | 1 – 0 | Ischia Isolaverde |  |

| 27 maggio 1990 33ª giornata | Casarano | 0 – 0 | Sambenedettese |  |

| 3 giugno 1990 34ª giornata | Sambenedettese | 2 – 4 | Perugia |  |